# Мохнацький Степан Іванович
Степан Іванович Мохнацький (21 квітня 1876, Саджівка, Україна — 20 січня 1955, Елізабет, США) — український релігійний і громадсько-політичний діяч. Чоловік Наталії Мохнацької.

## Життєпис
Закінчив гімназію в м. Тернопіль і духовну семінарію в м. Львів. Рукопокладений на священника 1900 року; душпастирював у с. Малі Бірки, нині Чортківського району.
У 1901–1906 роках — катехит у школах, душпастир церкви св. П'ятниці у Львові; член головної управи товариства «Просвіта» (почесесний член), Українського педагогічного товариства, товариства «Руська бесіда», Української промислової бурси, член-добродій НТШ.
Від 1908 — в м. Теребовля: катехит гімназії, священник, парох церкви св. Миколая (1910–1944), від 1920 — декан Теребовлянського деканату УГКЦ.
Від 1926 — почесний крилошанин Митрополичої консисторії у Львові. Діяльний у громадсько-політичному та культурному житті Теребовлянщини. У 1912–1930 — голова повітового комітету Української національно-демократичної партії (від 1925 — УНДО). В листопаді 1918 — співорганізатор Української повітової національної ради в Теребовлі. 1912–1939 — голова повітової філії товариства «Просвіта», повітового Союзу кооперативів, надзвірної ради позичально-ощадної каси «Поміч», директор «Українбанку».
Співорганізатор історичного музею (1927, разом із С. Борачком) та фундатор (разом із сином) спорудження пам'ятника Борцям за волю України (знищений восени 1930 під час пацифікації; обидва — в Теребовлі).
Від березня 1944 — в Німеччині (м. Мюнхен), де парох і декан УГКЦ. Від 1950 — в США (м. Честер); від 1953 — парох у м. Елізабет.

## Пам'ять
У Теребовлі на будинку, де проживав Степан Мохнацький, встановлено меморіальну плиту (1995).